# تانيا فوشكوفيتش
تانيا فوشكوفيتش مواليد 22 يونيو 1981 في يوغوسلافيا، هي لاعبة كرة يد صربية تلعب كظهير.

## سجل المنافسة
شاركت في البطولات التالية:
- بطولة أوروبا لكرة اليد للسيدات 2010